# Сент-Аре
Сент-Аре (фр. Saint-Arey) — коммуна во Франции, находится в регионе Рона — Альпы. Департамент коммуны — Изер. Входит в состав кантона Матезин-Триев. Округ коммуны — Гренобль.
Код INSEE коммуны — 38361. Население коммуны на 1999 год составляло 57 человек. Населённый пункт находится на высоте от 487  до 1 483  метров над уровнем моря. Муниципалитет расположен на расстоянии около 520 км юго-восточнее Парижа, 125 км юго-восточнее Лиона, 35 км южнее Гренобля. Мэр коммуны — Patrice Mathieu, мандат действует на протяжении 2001—2008 гг.
Динамика населения (INSEE):